# X Plenum KC PZPR w 1981 roku

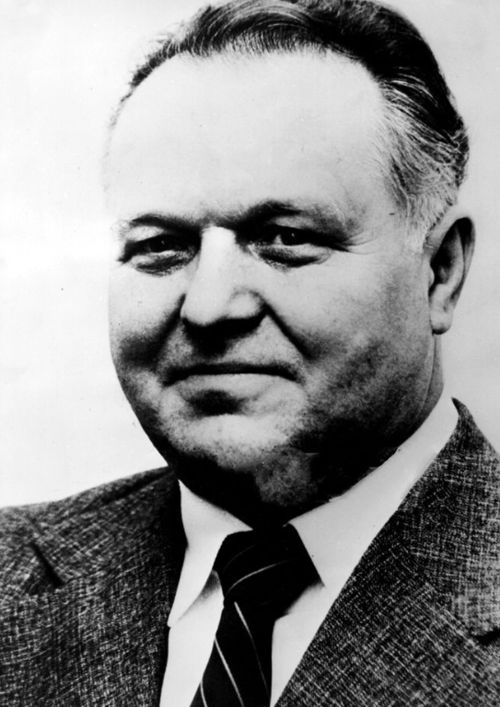
Stanisław Kania, ówcześnie I sekretarz KC PZPR

X plenarne posiedzenie Komitetu Centralnego Polskiej Zjednoczonej Partii Robotniczej – obrady, które odbyły się w dniach 29–30 kwietnia 1981. Celem było m.in. przygotowanie IX nadzwyczajnego zjazdu PZPR.

## Charakterystyka
Podczas posiedzenia doszło do tarć w ramach partii rządzącej. Stanisław Kania wyraził swoje krytyczne zdanie wobec działań „Solidarności”, ale nie był zwolennikiem działań konfrontacyjnych. Albin Siwak (przedstawiciel nurtu bądź frakcji dogmatycznej) atakował Mieczysława Rakowskiego, obawiając się zdrady. Sam Rakowski spoglądał w kierunku Kremla, chcąc się zorientować, na ile mają być przeprowadzone zmiany w PRL.
Siły konserwatywne w PZPR (Stefan Olszowski, Andrzej Żabiński, Tadeusz Grabski i Roman Ney) dążyły do obsadzenia w resortach siłowych swoich ludzi (Franciszek Szlachcic ministrem spraw wewnętrznych, gen. Włodzimierz Oliwa – ministrem obrony narodowej). Plany ujawnił i projektowane zmiany udaremnił prezes SDP Stefan Bratkowski.
Plenum miało przygotować obrady zjazdu PZPR w lipcu 1981. Jego celem była „socjalistyczna odnowa”.